# Бунінджиня
Бунінджиня (рум. Buninginea) — село у повіті Алба в Румунії. Входить до складу комуни Чуруляса.
Село розташоване на відстані 310 км на північний захід від Бухареста, 44 км на захід від Алба-Юлії, 74 км на південний захід від Клуж-Напоки, 149 км на схід від Тімішоари.

## Населення
За даними перепису населення 2002 року у селі проживали 140 осіб, усі — румуни. Усі жителі села рідною мовою назвали румунську.